# Záklon rejdového čepu

θ je záklon rejdového čepu, červená čára je osa otáčení, šedá oblast znázorňuje pneumatiku. Pro předek vozidla směřující vlevo jde o kladný záklon čepu

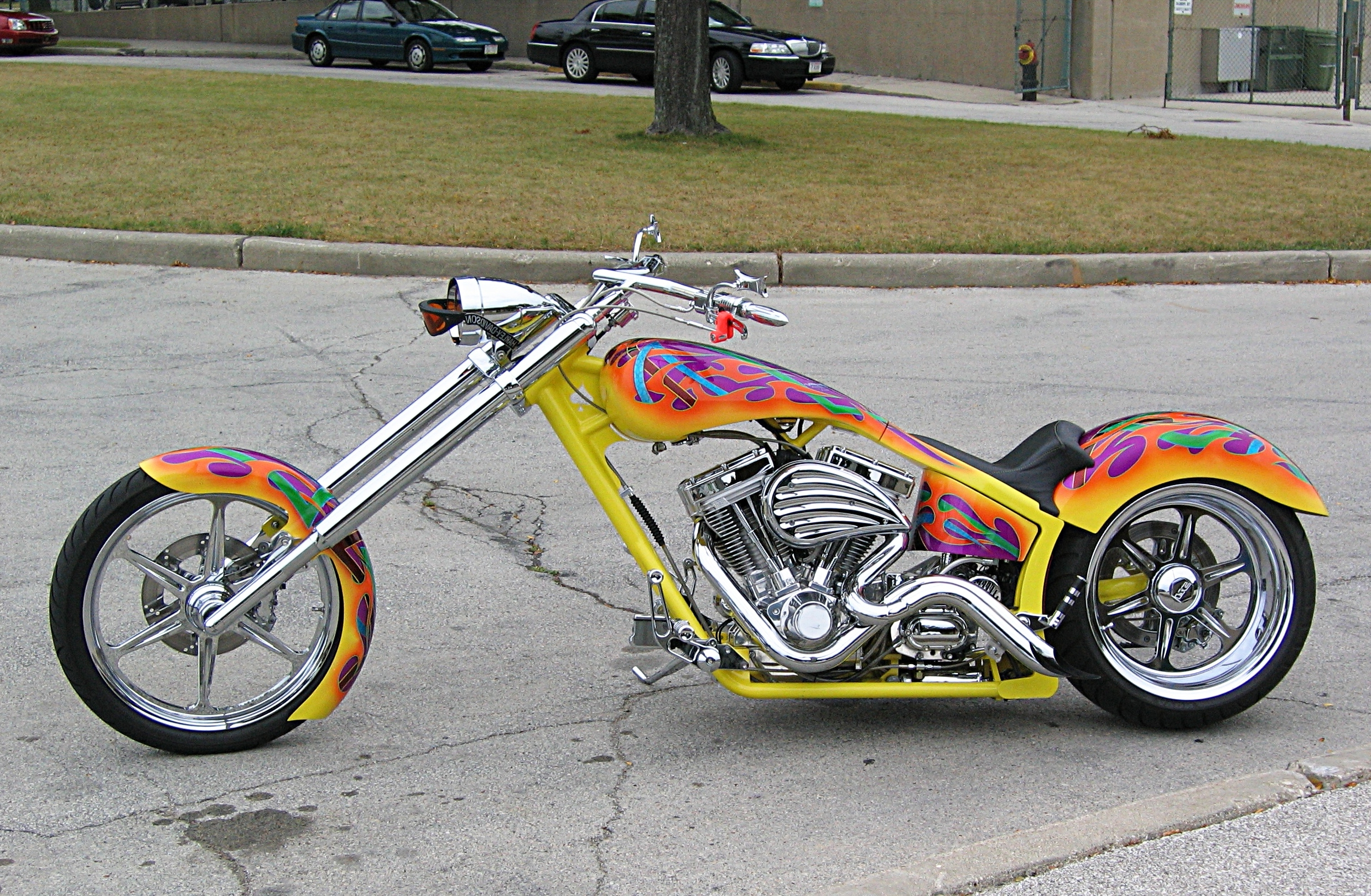
Záklon čepu předního kola motocyklu je zcela zjevný. Motocykly kategorie chopper mají někdy z estetických důvodů extrémní záklon rejdového čepu

Záklon rejdového čepu je úhlová odchylka (měřená v podélné ose vozidla) tohoto čepu od svislé osy řízeného kola u automobilu, motocyklu, jízdního kola nebo jiného vozidla. Je to úhel mezi osou čepu (u automobilu: imaginární přímka procházející skrz středy horního a dolního kulového čepu) a mezi svislou osou vozidla. Automobiloví závodníci někdy nastavují záklon rejdového čepu, aby optimalizovali charakteristiky vozidla pro konkrétní situace.
Rotační body řízení zaujímají takový úhel, že přímka jimi procházející protíná povrch vozovky mírně před kontaktním bodem kola. Účelem tohoto je zajistit určitou schopnost automatického centrování řízení (vracení do přímého směru). To zjednodušuje řízení vozu a zlepšuje stabilitu při přímé jízdě (snižuje tendenci odchylovat se od přímé dráhy). Výrazný záklon čepu ztěžuje řízení a zhoršuje jeho odezvu, avšak při závodě se velký záklon využívá ke zvětšování odklonu kola v zatáčkách. S radiálními pneumatikami jsou zde často úhly záklonu přes 10 stupňů. K překonání vratné síly při velkém záklonu je obvykle potřeba posilovač řízení.
Osa rejdového čepu (čárkovaná čára ve výše uvedeném diagramu) nemusí procházet středem kola, takže lze záklon nastavovat nezávisle na (mechanické) stopě, což je (v bočním pohledu) vzdálenost mezi bodem, kde osa rejdového čepu protíná zem, a bodem přímo pod osou kola. Interakce mezi záklonem rejdového čepu a stopou je složitá, ale zhruba řečeno, oba parametry pomáhají řízení - záklon zvětšuje tlumení, kdežto stopa zlepšuje "cit" a vracení kol do přímého směru. V extrémním případě, jako u nákupního vozíku, je systém netlumený, ale stabilní, protože kolo osciluje okolo "správné" polohy. Řešení u nákupního vozíku významně využívá stopu, ale nikoli záklon čepu. Příčné síly na pneumatiku nepůsobí na střed kontaktní plochy, nýbrž v určité vzdálenosti za touto plochou. Této vzdálenosti se říká pneumatická stopa a mění se s rychlostí, zátěží, rejdovým úhlem, povrchem, druhem pneumatik a tlaku v nich, a s časem. Dobrým počátečním bodem je 30 mm za nominální kontaktní plochou.

## Historie
Jako první použil kladný záklon rejdového čepu Arthur Krebs na přední nápravu svého vozu z roku 1896 - anglický patent: "Pro zajištění stability směru ve smyslu zvláštní konstrukce přední nápravy, tedy pro automatické obnovení rovnoběžnosti kol obou náprav vozidla, není-li tendence udržovat je v jiném směru, nebo po dočasném úsilí vychýlit je ze zmíněné rovnoběžnosti. [...] Hřídel přední nápravy je situována ve vhodné vzdálenosti za průmětem osy otočného čepu, aby byla zajištěna stabilita směru, jak bylo popsáno výše."